# Serbische Fußballnationalmannschaft (U-20-Männer)
Die serbische U-20-Fußballnationalmannschaft ist eine Auswahlmannschaft serbischer Fußballspieler. Sie unterliegt dem Fudbalski savez Srbije (FSS) und repräsentiert ihn international auf U-20-Ebene, etwa in Freundschaftsspielen gegen die Auswahlmannschaften anderer nationaler Verbände oder bei der U-20-Fußball-Weltmeisterschaft. Die Mannschaft wird sowohl von der FIFA als auch von der UEFA als direkter Nachfolger der jugoslawischen beziehungsweise serbisch-montenegrinischen U-20-Nationalmannschaft behandelt. Die Serbische U-19-Mannschaft erreichte bei der U-19-Europameisterschaft 2014 das Halbfinale. Somit war die U-20-Mannschaft 2015 erstmals als unabhängiger Staat für die WM qualifiziert. Bei dem Turnier in Neuseeland wurde sie durch einen Finalsieg gegen Brasilien Weltmeister.

## Teilnahme an U20-Fußballweltmeisterschaften
| 2007 | nicht qualifiziert |
| 2009 | nicht qualifiziert |
| 2011 | nicht qualifiziert |
| 2013 | nicht qualifiziert |
| 2015 | Weltmeister        |
| 2017 | nicht qualifiziert |
| 2019 | nicht qualifiziert |